# Brie de Montereau
Le brie de Montereau, de son vrai nom « ville-saint-jacques », est un fromage de la région d'Île-de-France et plus précisément de la Brie.
Il ressemble au coulommiers par la taille et au brie de Melun par le goût. Il est fabriqué dans la région de Montereau-Fault-Yonne. Il mesure 18 centimètres de diamètre, pour deux centimètres et demi d'épaisseur et pèse 400 grammes. Il se consomme au bout de six semaines d'affinage.